# Таємні товариства
Тає́мне товари́ство — організація, яка вимагає, щоб її члени приховували певні дії (типу обрядів ініціювання) від сторонніх. Члени можуть бути зобов'язані приховувати або заперечувати їх членство і часто дають клятву зберігати таємниці товариства. Термін «таємне товариство» часто використовується, щоб описати братські організації (наприклад, масонство), які може мати секретні церемонії, але також зазвичай може застосовуватися до організації в межах від загального і нешкідливого (університетські братства).
Подібні спілки іноді можуть називатись орден
У теорії змови термін таємне товариство застосовується по відношенню або до міфічних організацій, або до дійсно існуючих, але яким приписується значний вплив, корисливі фінансові чи політичні інтереси, глобальна досяжність, іноді — сатанізм і людиноненависницькі цілі.
Функціонально, таємні товариства, це форми соціальної організації, які не вписуються в пануючу (офіційну) соціальну структуру. Це пов'язано з цілями, які ставить перед собою таємна організація. Наприклад в сучасних політичних системах неможлива реалізація довгострокових проектів, розрахованих на десятиліття або навіть століття. Важливим аспектом таємної організації є вибудовування альтернативної системи зв'язків і відносин між людьми всередині вже існуючих систем. Так, у США широко поширені шкільні таємні товариства.